# Sade (cantant)
Helen Folasade Adu, coneguda per Sade (Ibadan, Estat d'Oyo, Nigèria, 16 de gener del 1959) és una cantant, compositora i productora musical britànica d'origen nigerià que a la dècada del 1980 va guanyar el Premi Grammy amb el seu grup Sade, i pertany a l'Orde de l'Imperi Britànic.